# せんきん
株式会社せんきん（せんきん）は、栃木県さくら市にある日本酒の蔵元。

## 概要
「仙禽酒造」は江戸時代の1806年（文化3年）に創業された歴史ある酒蔵であったが、日本酒需要の落ち込みを受け、1972年（昭和47年）をピークに年々酒蔵が減少していった。「仙禽酒造」もこの例にもれず経営の危機を迎え、2008年（平成20年）に倒産。しかし長年取引を続けていた取引先が手を差し伸べてくれて新たな会社「株式会社せんきん」を設立し、「仙禽」ブランドの確立と事業再生に取り組み始めた。

## 代表銘柄
- モダン仙禽　無垢
- クラシック仙禽　無垢
- 仙禽　醸
- 仙禽 雪だるま しぼりたて 活性にごり